# Kleine Molenbeek
De Kleine Molenbeek ontspringt in de provincie Vlaams-Brabant tussen Brussegem en Oppem. Ze mondt uit in de Vliet in de provincie Antwerpen, ten noordoosten van Puurs. Ze behoort tot het Beneden-Scheldebekken, wat een deel is van het stroomgebied van de Schelde.
De waterloop stroomt parallel aan de Grote Molenbeek, van zuid naar noord en ze zijn ten noorden van Londerzeel amper 1 à 2 kilometer van elkaar verwijderd. Ze heeft een stroomgebied met een oppervlakte van 30,86 km2.
De beek stroomt achtereenvolgens door Brussegem, Oppem, Wolvertem, Imde, Londerzeel, Liezele en Puurs.
De invloed van de mens heeft ertoe geleid dat de beek in het centrum van Londerzeel volledig wordt genegeerd. Door de inbuizing, het overbouwen en het insnoeren van de beek is deze uit het beeld verdwenen. Verder stroomafwaarts wordt het verloop van het beeklandschap ter hoogte van de Maldersesteenweg sterk belaagd door het verder oprukken van de bebouwing.
De volgende beken vloeien in de Kleine Molenbeek: de Meuzegemsebeek, de Brasbeek, de Slotengracht, de Moorhoekbeek, de Loop, de Lombeek, de Vierbundersloop en de Dorpsloop.
Op deze beek bevinden zich de Koevoetmolen van Londerzeel-Sint-Jozef alsook de nog actieve turbine Schemelbertmolen van Liezele (Puurs).

## Waterbeheer
De Kleine Molenbeek is een onbevaarbare waterloop van categorie 2. Daarom wordt ze door de provincie Vlaams-Brabant beheerd vanaf de bron tot aan de grens met Liezele (Puurs). Vanaf daar neemt de provincie Antwerpen het beheer over.

### Debiet beheer
Het debiet en de waterstand worden opgevolgd in het automatische meetstation van het Hydrologisch InformatieCentrum,
aan de N17 in Puurs-Liezele.

### Ecologie
Om de verdroging van het gebied rond de Koevoet (Londerzeel) te milderen lijkt het functioneel maken van een tapping vanuit de Vliet een haalbare piste. Randvoorwaarde hierbij is het bereiken van een goede oppervlaktewaterkwaliteit.
In het 420 ha grote waterwinningsgebied Koevoet haalt De Watergroep drinkwater uit de ondergrond. Om het grondwater te beschermen tegen verontreiniging, gelden er bovengronds strengere milieunormen dan elders. Het kerngebied van VMW beslaat 30 ha en bestaat vooral uit vochtig loofbos ten zuiden van de Koetvoetbeek. De laatste jaren zijn nogal wat populieren gekapt en zijn meerdere percelen beplant met verschillende soorten inheemse struiken en bomen. In april komen vele voorjaarsbloeiers tot leven: bosanemoon, slanke sleutelbloem, muskuskruid en speenkruid. Anderzijds zijn er planten die nu pas beginnen te groeien zoals de eenbes, pinksterbloem, look-zonder-look, zenegroen, geel nagelkruid, etc.

## Kleine waterkracht
De waterkracht van Grote Molenbeek wordt al eeuwenlang gebruikt voor het aandrijven van twee watermolens. Ze blijft ook vandaag geschikt voor het opwekken van elektriciteit door middel van kleine waterkracht. Dit bewijst de nog actieve turbine Schemelbertmolen van Liezele (Puurs) met een Girard-turbine. Zodra de tapping van de Vliet naar de Klene Molenbeek gerealiseerd is, zal het debiet nog toenemen.
| N17, Liezele | 0,300 | 0,270 | 0,310 | 0,200 | 0,290 | 0,340 | 0,261 | 0,220 | 0,277 |

Potentieel aan elektrische energie : "valhoogte × 9,81 × debiet × rendement rad × rendement tandwielkast × rendement generator"
"valhoogte × 9,81 × debiet × 0,75 × 0,97 × 0,90"
| potentieel aan energie per meter valhoogte | 2012   | 2011   | 2010   | 2009   | 2008   | 2007   | 2006   | 2005   | 2004   |
| ------------------------------------------ | ------ | ------ | ------ | ------ | ------ | ------ | ------ | ------ | ------ |
| Vermogen kW                                | 1,93   | 1,73   | 1,99   | 1,28   | 1,86   | 2,18   | 1,68   | 1,41   | 1,78   |
| Energie kWh per jaar                       | 16.900 | 15.155 | 17.430 | 11.250 | 16.320 | 19.130 | 14.690 | 12.380 | 15.590 |
| Waarde bij 0,2€/kWh                        | 3.380€ | 3.030€ | 3.490€ | 2.250€ | 3.260€ | 3.820€ | 2.940€ | 2.470€ | 3.170€ |

Voor de problematiek van vismigratie lees bij :"Grote Molenbeek-ecologie" en "Grote Molenbeek-Kleine waterkracht"

## Toerisme
Toeristisch is de Kleine Molenbeek nauw verwant met het toerisme van de Grote Molenbeek.